# Verzorgingsplaats Paardeweide
Verzorgingsplaats Paardeweide is een Nederlandse verzorgingsplaats, gelegen aan de A32 Meppel - Leeuwarden tussen afritten 4 en 5 ter hoogte van Havelte in de richting van Leeuwarden. De verzorgingsplaats is gelegen in de gemeente Westerveld.
Het tankstation is van Esso. Vóór de veiling in 2012 was dit van Q8.
Aan de andere kant van de snelweg ligt verzorgingsplaats Bovenboer.
Richting Leeuwarden: Paardeweide · De Weeren · Mandelân
Richting Meppel: Smarpot · Dorpshellen · Bovenboer